# تنصیف اموال بین زن و شوهر
تنصیف اموال بین زن و شوهر یا تقسیم اموال یا توزیع منصفانه، به تقسیم اموال مکسوبه زوجین در بین آن‌ها به‌طور مساوی گفته می‌شود؛ بدین شکل که تعهد انتقال و تملیک بلاعوض تا نصف دارایی تحصیل شده زوج در زمان زوجیت، بین زوجین صورت پذیرد؛ این کار ممکن است از طریق توافقی چون حل و فصل اموال یا از طریق حکم دادگاه صورت گیرد. تقسیم قضایی حقوق و الزامات اموال بین همسران در جریان طلاق است. در قانون جهانی فرض می‌شود که هر زوجی، از نظر مالی و سایر موارد به‌طور مساوی در پیوند زناشویی سهم دارند، اگر زمانی ازدواج خاتمه یابد، قانون کلی اینست که هر دوی زوج سرمایهٔ خالص خود را به‌طور مساوی قسمت کنند، و فرقی نمی‌کند چه کسی هزینه آن را پرداخته یا بنام چه کسی بوده‌است اما در شروط ازدواج از پیش چاپ شدهٔ جمهوری اسلامی ایران تصنیف اموال فقط به مرد تعلق می‌گیرد که باید طبق شرایطی دارایی خود را نصف کند و این قانون شامل نصف‌کردن اموال زن نمی‌شود. تقسیم اموال خانوادگی، به این معناست که دارائیها و بدهیها را، هردو بین خود تقسیم کنند. در ایران، آنچه در صورت پذیرش مرد، در ضمن عقد نکاح اسلامی به‌طور پیش‌فرض قید می‌شود، شرط تنصیف اموال زوج است؛ و در خصوص تقسیم اموال زوجه در هنگام طلاق، «در شروط چاپی»، ضمن عقدِ نکاح چیزی قید نشده‌است. توزیع اموال، تقسیم اموال در صورت مرگ یا انحلال یک ازدواج است، و در مورد اموالی صورت می‌گیرد که در مالکیت متوفی بوده یا در حین ازدواج به دست آمده باشد.

## دیدگاه نظام‌های حقوقی
در نظام حقوقی بسیاری از کشورهای جهان، برای هر یک از زن و شوهر سهمی برابر در اموال و دارایی‌های حاصله در طول زندگی مشترک قرار داده شده‌است، و بنابراین در صورت انحلال ازدواج اموال به نسبت مساوی بین هر دوی آن‌ها تقسیم خواهد شد و به عبارت دیگر زوجین در مسائل اقتصادی شریک محسوب می‌شوند.

## در روابط بدون ازدواج رسمی
اگر زن با مرد تحت قانون عرفی زندگی می‌کنند، آنگاه دارای حق و حقوقی نیستند که، زنان مزدوج از آن برخوردارند؛ و اگر دو فرد قانوناً باهم ازدواج نکرده باشند، در زمان جدایی (به‌طور اتوماتیک) حق این را ندارند که اموال خانوادگی را، به دو قسمت مساوی تقسیم کنند.

## در مردان چند زنه
در ازدواج‌های چند همسری نیز تحت قانون خانواده، حق و حقوقی، مانند درخواست تساوی اموال خانوادگی صورت می‌پذیرد.

## در ازدواج با شرایط اسلامی
در خصوص شرط نصف دارایی (شرط تنصیف) مقرره ای در قوانین ایران وجود ندارد؛ به عبارت دیگر از نظر قانون زوج تکلیفی بر پرداخت نصف دارایی به زوجه ندارد. اما از آنجایی که در نظام حقوقی اسلام، اختیار طلاق با مرد است، بر همین اساس یکی از شروط «اختیاری» ضمن عقد نکاح این است که زوج قبول می‌کند که اگر روزی خواست همسرش را طلاق دهد، نیمی از اموال به دست آمده در طول زندگی مشترک را به همسرش منتقل کند؛ در بسیاری از کشورها بحث تنصیف اموال مطابق با قوانین، به صورت مطلق اجرا می‌شود اما در حالی که در ایران بحث تنصیف فقط در صورتی که مرد شرط را بپذیرد و امضاء کند و زمانی که درخواست طلاق از جانب مرد و با «وجود تمکین زن» باشد، مطرح می‌شود. البته پذیرش این شرط در هنگام وقوع اختیاری است و اگر مرد زیر بار پذیرش این شرط نرود، کسی نمی‌تواند مدعی اموال وی شود؛ و در نظام حقوقی اسلام، تنصیف دارایی مرد زمانی قابل پذیرش است که به‌صورت شرط بین طرفین قرارداد شده باشد. البته در طلاق‌هایی که زوجه به وکالت از زوج تقاضای طلاق می‌نماید نظر به اینکه درخواست طلاق در واقع و با توجه به ماهیت عقد وکالت، از سوی موکل (زوج) بعمل می‌آید نه وکیل (زوجه) لذا مانعی در جهت استحقاق زوجه، در استفاده از شرط تنصیف نمی‌شود. در قوانین فقهیِ ازدواج با شرایط اسلامی، زنانیکه تحت شرایط و اصول اسلامی ازدواج می‌کنند در مالکیت و تصرف نسبت به اموال مکتسبه خویش مستقل‌اند و ازدواج با شرایط اسلامی زوج را ملزم به تأمین نیازهای زوجه با رعایت دیگر شروط اسلامی و اصول اخلاقی از سوی طرفین می‌نماید.
در عقدنامه شرط بخشش نصف اموال ذکر شده‌است، اما با توجه به اصل آزادی قراردادها و اصل حاکمیت اراده پذیرفتن چنین شرطی الزامی نیست و زوج می‌تواند آن را نپذیرد یا اینکه به‌طور محدود بپذیرد؛ اگر چه به علت اینکه این شرط در کنار دیگر شروط ازدواج اسلامی به صورت از پیش چاپ‌شده در اسناد ازدواج با شرایط اسلامی قرار گرفته، زوجینِ جوان به‌علت ناآگاهی از قوانین، خواسته یا ناخواسته مجبور به امضای آن می‌شوند و بر اساس ماده ۱۱۱۹ قانون مدنی، زوجین، می‌توانند هر شرط معقول و مشروعی را توافق کنند، مثلاً می‌توان شرط تنصیفی نوشت که نصف اموال زوجه «نیز» به زوج تعلق گیرد و در این خصوص محدودیتی نیست.
ادعای نفهمیدن و متوجه نشدن شرط تنصیف، بعد از امضاء در محاکم پذیرفته نمی‌شود. در بررسی دقیق این امور باید به مبانی فلسفه و حکمت آنها در شرایط اسلامی توجه نموده و زمینه‌های اجرای عملی این احکام را با توسل و عنایت به مقتضیات زمان و مکان و اجتهاد پویا فراهم کرد.

## تنصیف اموال در قوانین ایران
ماده ۱۱۱۸ قانونی مدنی ایران استقلال مالی زن از شوهر را به رسمیت شناخته‌است؛ این ماده مقرر می‌دارد: «زن مستقلاً می‌تواند در دارایی خود هر تصرفی را که می‌خواهد بکند». در حقوق ایران داراییِ زوجینی، که با حفظ شرایط اسلامی عقد نکاح کنند، جنبهٔ اشتراکی ندارد و اموال هر یک از زن و مرد به‌طورِ کاملاً مستقل و جدا از اموال و دارایی‌های دیگری است و از این‌رو پس از طلاق نیز دارایی‌های اختصاصی هریک از زوجین تنها به خودشان تعلق دارد؛ و به صرف اینکه در اکثر خانواده‌های ایرانی هزینه‌های زندگی برعهده زوج است، تمامی اموالِ اشتراکی نیز به او تعلق می‌گیرد.

### تبصره‌های تنصیف اموال زوجین در ایران
- اگر رای طلاق به درخواست زوج با تصمیم دادگاه نسبت به نصف اموال صادر شود ولی مرد طلاق را ثبت و اجرا نکند زوجه بهره‌ای از نصف اموال نخواهد برد و دریافت نصف اموال یا معادل آن منوط به ثبت طلاق توسط مرد است و نه تنها صدور حکم آن.
- در طلاق‌هایی که زوجه به وکالت از زوج تقاضای طلاق می‌نماید نظر به اینکه درخواست طلاق در واقع و با توجه به ماهیت عقد وکالت، از سوی موکل (زوج) بعمل می‌آید نه وکیل (زوجه) لذا مانع استحقاق زوجه در استفاده از شرط تنصیف نیست.
- بر طبق ماده ۱۱۱۹ قانون مدنی زوجین می‌توانند هر شرط معقول و مشروعی را توافق کنند، مثلاً می‌توان شرط تنصیفی نوشت که نصف اموال زوجه نیز به زوج تعلق گیرد و در این خصوص محدودیتی نیست.
- اضافه کردن شرطی مثل تنصیف دارایی به عقد نامه با توافق طرفین بلا اشکال است؛ بنابراین در صورتی که در دفتر اسناد رسمی انجام شده و رسمی باشد دارای اعتبار قانونی خواهد بود.

### تفاوت حق طلاق و وکالت برای طلاق در تنصیف
در طلاقهای توافقی نظر به اینکه اراده زن در توافق به اجرای صیغه طلاق، موجود بوده لذا شرط تنصیف موردی نخواهد داشت امّا در طلاق‌هایی که زوجه به وکالت از زوج تقاضای طلاق نماید نظر به اینکه درخواست طلاق در واقع و با توجه به ماهیت «عقد وکالت»، از سوی موکل (زوج) بعمل می‌آید و نه وکیل (زوجه) لذا مانع استحقاق زوجه در استفاده از شرط تنصیف نیست.

## تنصیف اموال در قوانین جهانی
قوانین در کشورهای مختلف فرض می‌کند که هر زوجی، از نظر مالی و سایر موارد به‌طور مساوی در پیوند زناشویی سهم دارند؛ و زمانی‌که ازدواج خاتمه یابد، قانون کلی اینست که هر دو سرمایهٔ خالص خود را به‌طور مساوی قسمت کنند، و فرقی نمی‌کند چه کسی هزینه آنرا پرداخته یا بنام چه کسی بوده‌است. تقسیم اموال خانوادگی، به این معناست که دارائیها و بدهیهارا، هردو بین خود تقسیم کنند.
در کانادا، ازدواج می‌تواند به دو صورت رسمی و غیررسمی واقع شود و وقتی که زوجین از یکدیگر جدا شوند، طریقه و وسیلهٔ اینکه اموال زوجین تقسیم و تنصیف گردد، بستگی به این دارد که ازدواج آن‌ها به صورت رسمی بوده یا نبوده‌است؛ و زندگی مشترک با یکدیگر برای سالهای بسیاردراز، داشتن فرزندان از یکدیگر، نسبت دادن عنوان شوهر یا همسر برای طرفین و به یکدیگر، ازدواج آن‌ها را رسمی نمی‌کند. در کانادا هرگاه زوجینِ رسمی از یکدیگر طلاق بگیرند، هر کدام از آن‌ها معمولاً باید به طرف دیگر پولی و مالی را پرداخت و تسلیم کند که تقسیم و تنصیف اموال نامیده می‌شود؛ در نظام‌های حقوقی دیگر نیز، به خصوص در آمریکا و انگلستان، تمامی اموال زوجین در هنگام طلاق نصف می‌شود و در این‌میان، تفاوتی بین دارایی‌های مرد و زن وجود ندارد. همچنین از دیگر تفاوت‌های قوانین ایران با سایر نقاط جهان این است که به‌عنوان مثال بحث تنصیفِ‌اموال مطابق با قوانین در کانادا، به صورت مطلق اجرا می‌شود در حالی که در قوانین ایران، بحث تنصیف، در زمانی که درخواست طلاق از جانب مرد باشد، مطرح خواهد بود، چراکه در نظام حقوقی اسلام، اختیار طلاق با مرد است.
در نظام حقوقی انگلستان، برای هر یک از زن و شوهر سهمی برابر در اموال و دارایی‌های حاصله در طول زندگی مشترک قرار داده‌شده‌است؛ بنابراین در صورت انحلال ازدواج اموال به نسبت مساوی بین آن‌ها تقسیم خواهد شد. در نتیجه در انگلستان قانونگذار عموماً به حوزه شخصی و خصوصی خانواده وارد نشده و زوجین را در تنظیم روابط فی‌مابینِ خویش کاملاً آزاد گذارده‌است؛ لذا طرفین عموماً بر اساس تفاهم و توافق‌های شخصی گذران زندگی می‌کنند؛ و در نتیجه بسیاری از امور خانوادگی بر اساس آنچه قوانین پیش‌بینی کرده‌اند، نمی‌باشد، بلکه مبتنی بر عرف و بر اساس شرایط گذارده شده بین افراد تنظیم می‌گردد؛ و قانون انگلستان، در راستای تحولات روزافزون در جهت توسعه حقوق و آزادی، زن و مرد را از حقوق مساوی برخوردار نموده؛ لذا بعد از ازدواج هیچ‌کدام بر دیگری ریاست یا تفوق و برتری نداشته و نسبت به وظایف و اختیارات یکسان و برابر می‌باشند. از جهت مالی نیز هیچ‌یک نسبت به دیگری تکلیفی ندارند.

### تبصره‌های تنصیف در قوانین کشورها
- در ازدواج رسمی و همچنین در ازدواج غیررسمی، هر کدام از زوجین، فقط مسوول بازپرداخت بدهی‌های خود می‌باشند، مگر اینکه زوجین قراردادی داشته باشند یا در عقد ازدواج خود شرط کرده باشند که حاکی از مسوولیت به جهت بازپرداخت هر بدهی باشد.